# Xylopia crinita
Xylopia crinita R.E.Fr. – gatunek rośliny z rodziny flaszowcowatych (Annonaceae Juss.). Występuje naturalnie w Peru, Kolumbii, Wenezueli, Gujanie, Gujanie Francuskiej oraz Brazylii (wa stanach Acre i Amazonas). 

## Morfologia
PokrójZimozielone drzewo dorastające do 4–7 m wysokości. Młode pędy są owłosione.
KwiatyMają 6 białych płatków – 3 zewnętrzne i 3 wewnętrzne.
OwoceMają brązowopurpurową barwę i są owłosione.

## Biologia i ekologia
Rośnie w wiecznie zielonych lasach. Występuje na terenach nizinnych.